# Off-Premises
Off-Premises oder Off-Prem (außerhalb der eigenen Räumlichkeiten, nicht vor Ort bzw. global) bezeichnet ein Nutzungsmodell für cloudbasierte Software. Mit Einführung von On-Premises gab es keine konkrete Bezeichnung, da hier bisher keine Notwendigkeit bestand, diese voneinander abzugrenzen. Mit der vermehrten Nutzung von Software as a Service (SaaS) oder Cloud Computing ist der Begriff Off-Premises als Antonym zu On-Premises entstanden.
Bei kommerzieller Off-Prem-Software wird Software gemietet, der Betrieb und die Aktualisierungen dieser obliegen dem Anbieter der Software. Für den Betrieb, die Wartung und die Weiterentwicklung der Software durch den Anbieter bezahlt der Kunde in der Regel eine regelmäßige Nutzungsgebühr.
Der Gegenentwurf zu On-Premises ist das Cloud-Computing-Modell Software-as-a-Service (SaaS), auch Off-Premises genannt. Bei diesem Modell stellt der Anbieter die Software für die Nutzung über die Cloud bereit und stellt alle notwendigen Hard- und Software-Ressourcen zur Verfügung. Zu Beginn der 2000er-Jahre war On-Premises das dominierende Nutzungsmodell für Software. Seit circa 2010 gewinnen Cloud Computing und Software-as-a-Service mehr und mehr an Bedeutung. Typische Nutzer des Inhouse-Modells sind Unternehmen und Organisationen, die sensible Daten erheben und verarbeiten, welche nicht in fremde Rechenzentren ausgelagert werden sollen oder dürfen.